# Сант Аполинаре Нуово
Базиликата „Сант Аполинаре Нуово“ (на италиански: Basilica di Sant'Apollinare Nuovo) е архитектурен паметник на ранновизантийското изкуство в гр.Равена, Италия. В базиликата са запазени множество мозайки, част от които са от времето на построяване на храма. През 1996 г. базиликата заедно с още 7 други раннохристиянски паметници в Равена е включена в Списъка на световното културно и природно наследство на ЮНЕСКО.

## История
Базиликата първоначално е посветена на Христос Спасител. Тя е построена от остготския крал Теодорих Велики през периода 493 – 526 г., т.е. в промеждутъка от завоюването на Равена от остготите до смъртта на Теодорих. Тази датировка се свързва с летописеца Андрео Агнело, автор на хрониката „Liber Pontificalis Ecclesiae Ravennatis“, в която същият привежда текста на надпис от апсидата на църквата, който не е запазен в наши дни: „Theodoricus rex hanc ecclesiam a fundamentis in nomine Domini nostri Jesu Christi fecit“. Както и всички построени по времето на Теодорих равенски църкви, базиликата е принадлежала на остготите-ариани. Въшният вид и интериорът на храма, а също така най-ранните и мозайки (евангелският цикъл, цикъла на Страстите Христови, изображението на двореца на Теодорих и пристанището Класе) са запазени още от времето на арианите.
След завладяването на Равена от византийците през 540 г., император Юстиниан I с нарочен едикт „Sancta Mater Ecclesia ravennas, vera Mater orthodoxa“ предава всички култови ариански сгради на Византийската църква, и през 561 г. базиликата е осветена от византийските духовници в чест на Свети Мартин, който се прославя с изобличаване на арианското вероучение. Впоследствие част от мозайките с ариански теми са премахнати, а друга част потъмнени. През този период са направени мозайки по северната и южната стени на главния кораб.
През 856 г. поради заплаха от вражески и пиратски нападения, в базиликата са пренесени мощите на Свети Аполинарий, които дотогава се съхраняват в базиликата „Сант Аполинаре ин Класе“, която се намира извън крепостните стени на Равена. По повод пренасянето на мощите храмът е преосветен в чест на равенския светец и получава своето настоящо име Сант Аполинаре Нуово (т.е. „нова“ – в отличие от съществуващата в града църква Сант Аполинаре ин Векло)
През 1748 г. мощите на Свети Аполинарии са върнати в „Сант Аполинаре ин Класе“ на своето първоначално място, но базиликата запазва своето име.
През IX – Х век към храма е пристроена камбанария, а през XVI век – мраморен портик. През XVI век, поради повишаването на подпочвените води, подът е повдигнат с 1,2 м., в сравнение с първоначалната му височина, при което са голяма част от подовите мозайки от VI век са унищожени. По това време е построена и сегашната апсида, която впоследствие търпи значителни преустройства – през XVIII век и през 1950 г. През XVII век е преустроен в сегашния му вид и тавана на храма.

## Архитектура
Базиликата е трикорабна, построена от тънки червени тухли, скрепени с хоросанов разтвор.
Тухлените стени са разчленени от пиластри и сдвоени прозорци. Фасадата, която първоначално има квадропортик (затворен от всички страни с веранда) през XVI век е преустроена и е изграден нов мраморен портик.
Пристроената към храма през IX – Х век 38-метрова камбанария има типична за повечето равенски църкви цилиндрична форма.
Базиликата има три кораба (нефа), разделени от колонади с мраморни колони (по 12 на всеки ред), украсени с коринтски капители и гръцки букви.
Базиликата е с размери 42 метра дължина и 21 метра ширина. Централният кораб завършва с барокова апсида и олтар, реставриран през 1986 г.
През XVIII век към северния (левия спрямо входа) неф са пристроени 8 капели.

## Мозайки
Вътрешността на базиликата е богато украсена с ранновизантийски мозайки, разположени на три нива. Създаването им се отнася към епохата на крал Теодорих. те са дело на различни майстори. През 60-те години на VI век мозайките са частично преправени, за да бъде изличен спомена за осготските владетели на Равена. Сред по късните мозайки е интересен портрета на император Юстиниян I (според някои изследователи обаче изображението е на крал Теодорих, а впоследствие само е подменен надписа на мозайката с името на византийския император)
На най-горното ниво от стените на централния кораб са разположени мозайки, създадени по сюжети от Новия завет. На северната (лява) стена се намират 13 сцени с изображения на Чудесата Христови и Притчите Христови: Сватбата в Кана Галилейска; Умножаването на хлябовете; Уловът на риба и призоваването на апостолите Петър и Андрей; Изцелението на йерихонския слепец; Изцелението на жената с кръвотечение; Христос и самарянката; Възкресението на Лазар; Притча за митаря и фарисея; Наградата на вдовицата; Притча за Страшния съд; Изцеляването на паралитика; Христос изгонва легион бесове от бесния в свинете; Изцелението на парализирания във Витезда. На южната (дясна) стена се намират 13 сцени с изображения на Страстите Христови (без сцените Разпъването на Христос и Възкресение Христово): Тайната вечеря; Прощалната беседа на Христос с апостолите на Елеонския хълма; Целувката на Юда; Христос пред синедриона; Предсказанието на Христа за отричането на апостол Петър; Отричането на апостол Петър; Юда Искариотски връща 30 сребърника на първосвещениците; Христос пред съда на Пилат; Пилат измива ръцете си; Пътят на Христос към Голгота, зад него Симон Киринеец носи Кръста; Жените-мироноски и Ангел на Гроба Господен; Христос и двама апостоли на път за Емаус; Неверието на апостол Тома. Всички мозайки от горния ред са от времето на крал Теодорих.
Под мозайките с евангелските сюжети, на средното ниво са изображенията на 36 пророци и светци, разделени от прозоречните отвори. техните фигури са разположени над хоризонталния фриз, отделящ средното от долното ниво на стените. Светците са изобразени с белоснежни дрехи, главите им са увенчани с нимбове, в ръцете си държат книга или свитък, лицата им се отличават с одухотвореност и индивидуалност. Мозайките от този ред съобразно тяхната иконография, също могат да бъдат отнесени към епохата на крал Теодорих.
На долното ниво – на южната стена, се намират монументални изображения на процесия от мъченици. Шествието на мъчениците започва от зданието, посочено като Palatium, което се отъждествява с двореца на крал Теодорих. В процесията участват 26 светци: Мартин от Тур; Климент I – папа Римски; Сикст II – папа Римски; Свети Лаврентий; Иполит Римски; Корнелий – папа Римски; Киприан Картагенски; Касиан; римските мъченици Йоан и Павел Римски; Свети Виталий Милански; миланските мъченици Гервасий и Протасий; Урсицин Равенски; миланските мъченици Набор и Феликс, Свети Аполинарий Равенски, Свети Себастиян, Свети Димитър Солунски; Поликарп Смирненски; Викентий от Сарагоса; Панкратий (Римски или Тавроменийски); Свети Хрисогон; Прот; Йовиний и Сабин. Фигурите на светците са разделени от палми на цветно поле. Процесията върви към седящия на трон Исус Христос, заобиколен от четири ангела. В ръката си Христос държи скиптър, заменил при реставрация от 1860 г. разтворена книга с надпис „Ego sum Rex gloriae“ (Аз съм Цар на славата). Всички светци (с изключение на Свети Мартин от Тур и Свети Лаврентий) са в еднакви бели одежди – знак за святост; Върху бялата дреха на Свети Мартин е изобразен аметистов палиум, а под бялата дреха на Свети Лаврентий има златна риза. В отличие от средния мозаичен ред всички светци от долния регистър са обозначени със съответни надписи. От изследванията се установява, че този мозаичен ред съдържа мозайки и от епохата на Теодорих (Христос с ангелите, кралския дворец) и от времето на император Юстиниян I (процесията светци).
На долното ниво – на северната стена на централния кораб, се намират изображения на процесия от 22 жени-мъченици, излизащи от равенското пристанище Класе (Civitas Classis) по посока на престола на Богородица, държаща на коленете си младенеца Христос, и заобиколена от четири ангели. Имената на първите (от олтара) 12 мъченици са: Света Евфимия, Света Пелагия, Света Агата, Света Агнеса, Света Евиалия, Света Цецилия Римска, Света Лучия, Света Криспина, Света Валерия Миланска, Света Викентия, Света Фелицитата и Света Перпетуя, а в следващите 10 може да се идентифицират изображенията на Света Анастасия, Света Виктория и Света Юстина. Всички светицие държат в ръцете си мъченически венци, като композицията е аналогична на шествието на мъжете-мъченици (фигурите са разделени от палми, под нозете им е цветно поле). Начело на процесията са изобразениы влъхви, поднасящи даровете си на Христос. Техните фигури заменят изображенията на жените на крал Теодорих. Всички светици са в еднакви дрехи, но обшитите им със злато туники и бели воали по богатство и блясък превъзхождат скромните бели мантии на светците, изобразени на противоположната стена. Особено интересна е мозайката с изображенията на града (с надпис Civitas Classis) и пристанището Класе. Според някои изследователи на мястото на изображението на пристанището първоначално са били изобразени фигури на представители на осготската аристокрация, които са били унищожени при преправянето на мозайките през епохата на византийското владичество.